# Donna (månekrater)
Donna er et lille krater på Månen. Det befinder sig på Månens forside i den østlige halvdel af Mare Tranquillitatis og er navngivet efter et italiensk pigenavn.
Navnet blev officielt tildelt af den Internationale Astronomiske Union (IAU) i 1970. 

## Omgivelser og karakteristika
Donnakrateret ligger på toppen af skjoldvulkanen Omega (ω) Cauchy. Eftersom sådanne menes at være af vulkansk natur, synes det sandsynligt, at dette krater blev skabt ved et udbrud. Det er i så fald i kontrast til de fleste andre kratere på Månen, som menes at være nedslagskratere, og altså skabt af genstande fra verdensrummet, som har ramt måneoverfladen. Krateret er så lille, at det kun kan ses i et stort teleskop.
Nord for dette krater ligger der en brudlinje i maret, som er navngivet Rupes Cauchy efter Cauchykrateret, der ligger længere mod nord. Vest-nordvest for Donna findes en anden skjoldvulkan, Tau (τ) Cauchy, som ikke har noget lille krater på toppen.